# Nowy cmentarz żydowski w Mińsku Mazowieckim
Nowy cmentarz żydowski w Mińsku Mazowieckim – kirkut został założony w XIX wieku. Mieści się przy ul. Cichej. Ma powierzchnię 1,05 ha. Jest ogrodzony płotem. W czasie II wojny światowej uległ dewastacji. Zachowało się około 500 macew. Najstarsza pochodzi z 1875 roku. Na cmentarzu znajdują się nieoznaczone mogiły Żydów zabitych w czasie wojny przez Niemców.